# Park Krajobrazowy Pojezierza Iławskiego
Park Krajobrazowy Pojezierza Iławskiego je krajinný park (chráněná krajinná oblast) známá mimo jiné díky jezeru Jeziorak a památce Napoleonova alej (Aleja Napoleona) podél které roste pár desítek letitých borovic. V jezeru Jeziora Jasnego, je velmi čistá voda (průhlednost vody až 15 m). Můžete zde zažít lov beze zbraní (fotosafari) v mnohých přírodních rezervacích.
Park zahrnuje obydlené oblasti s přibližně 1 340 obyvateli.
Prostor parku ve Varmijsko-mazurském vojvodství 224,04 km ² - ochranné pásmo 157,54 km ²
Prostor parku v Pomořském vojvodství (okres Sztum) 26,41 km ² - ochranné pásmo 22,84 km ²

Jezero Jeziorak spolu s okolním lese je komplexní soubor unikátní fauny a flóry. Nachází se zde útočiště ptáků mezinárodního významu. K nejvýznamnějším druhům, které zde můžeme spatřit patří jeřáb, čáp černý (Ciconia nigra),volavka popelavá (Ardea cinerea), kormoráni, orel, luňák červený. V lesních komplexech žijí známé druhy zvěře: jelen, divočák a srnec, los. V zimě lze pozorovat vlky.

## Přírodní rezervace CHKO Iławské pojezeří
- Přírodní rezervace Czerwica (Rezerwat przyrody Czerwica) - rezervace fauny. Ochrana kolonie kormoránů a volavek, na ostrově a poloostrově. Území pokrývají staré porosty dubu, buku, borovice.
- Přírodní rezervace Jezioro Gaudy (Rezerwat przyrody Jezioro Gaudy)" je místo odpočinku a hnízdění vodního a bahenního ptactva. Rostou zde i zajímavé rašeliništní rostliny .
- Přírodní rezervace Jasne (Rezerwat przyrody Jasne) je lesní rezervace. Zahrnuje jezera Jasne a Luba, komplex rašelinišť a okolních porostů bohaté na rašeliništní vegetaci. ze stromů zde roste borovice, dub, buk a bříza bradavičnatá.

## Přírodní památky
Na území se nalézá 58 přírodních památek:
Gruba Sosna (borovice) - obvod stromu 310 cm, na jih od Siemian, na silnici v lesním oddělení 276, gmina Iława.
Aleja Napoleona (alej borovic)- desítky borovic rostoucích podél silnice vedoucí z Szymbarka v severním směrem k silnici z Iława do Susz; obvody kmenů od 50 do 380 cm, gmina Iława.
Grupa 8 dębów (skupina 8 dubů) - okolo Gostyczyna, obvody od 377 do 556 cm, gmina Susz.

## Fauna a flóra parku

### Vzácné rostliny

#### Suchozemské rostliny

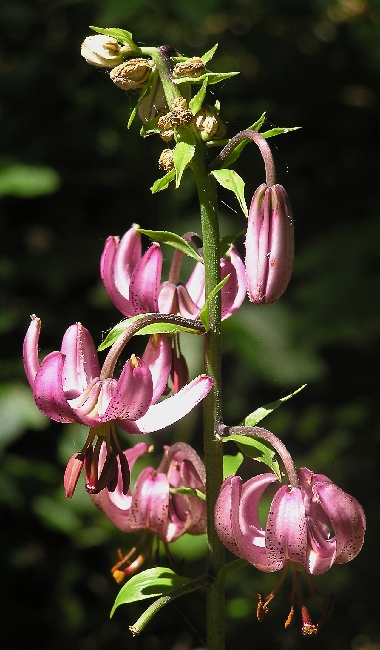
lilie zlatohlavá

- Lýkovec jedovatý (Daphne mezereum)
- lilie zlatohlavá (Lilium martagon)
- vemeník dvoulistý (Platanthera bifolia) a vemeník zelenavý
- Rosnatka okrouhlolistá (Drosera rotundifolia)
- orlíček(Aquilegia vulgaris L.)
- Zeměžluč lékařská(Centaurium erythraea Rafn)

#### Vodní a bažinné rostliny
- rdest (Potamogeton)
- růžkatec(Ceratophyllum L.)
- stulík žlutý (Nuphar lutea)
- leknín bílý (Nymphaea alba)
- rákos (Phragmites)
- orobinec (Typha)
- skřípinec (Schoenoplectus (Rchb.) Palla)

### Zvířata

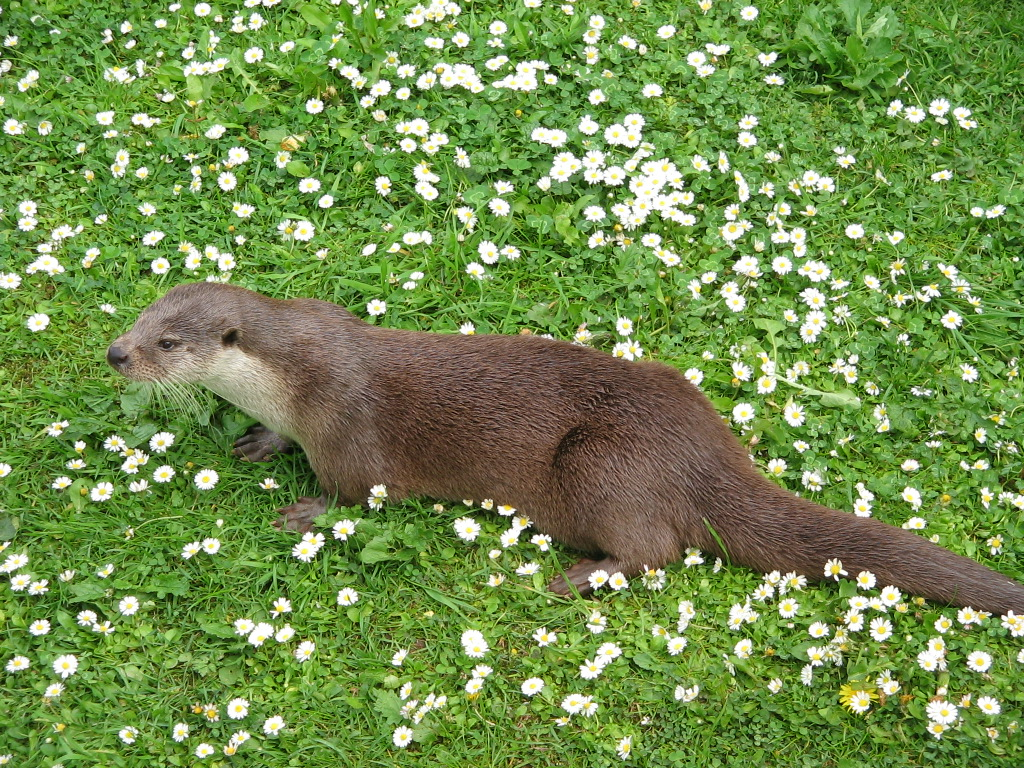
vydra

#### Savci
- jelen
- srnec obecný
- prase divoké
- liška
- bobr evropský
- jezevec lesní
- vydra
- los evropský
- vlk

#### Ptáci

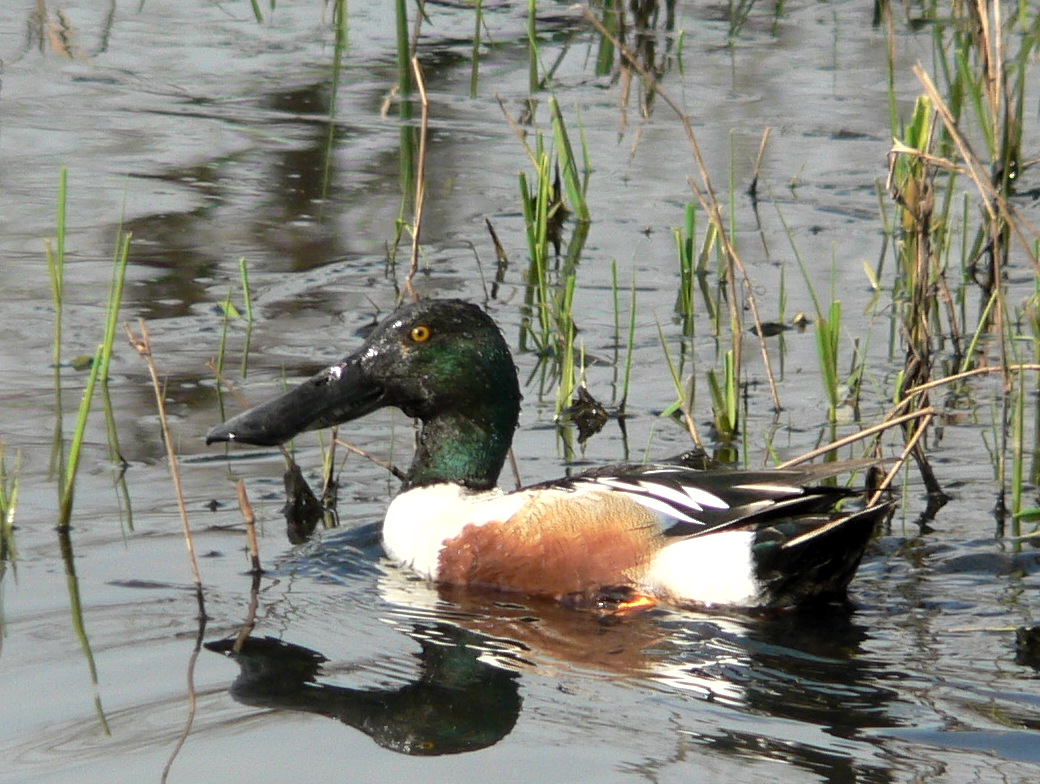
lžičák pestrý

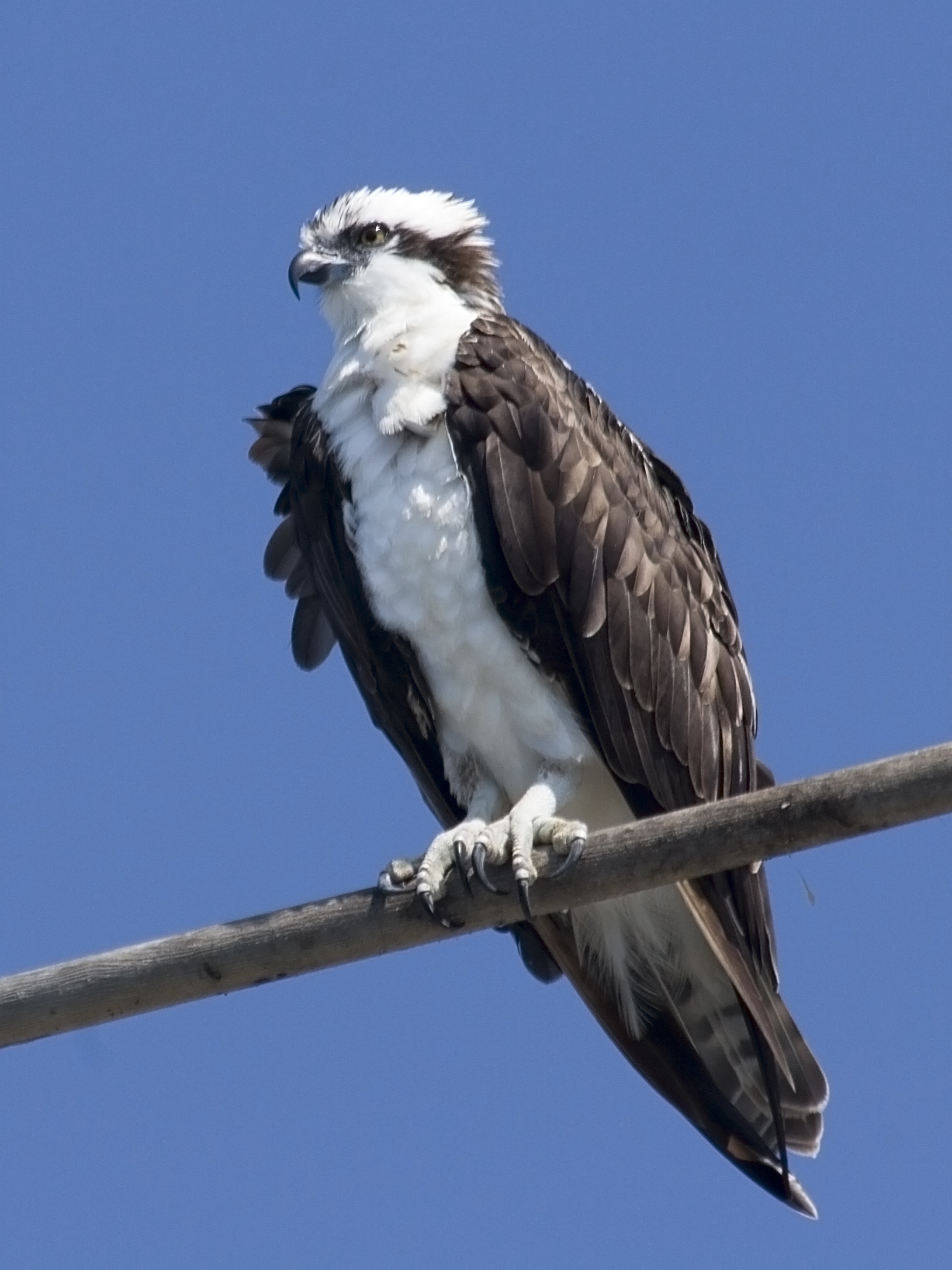
orlovec říční

- jeřáb popelavý
- orlovec říční
- kormorán
- orel mořský
- orel křiklavý
- luňák červený
- čáp černý
- lžičák pestrý
- kopřivka obecná